# Alfred Dreyfus
Alfred Dreyfus, (9. listopada 1859. – 12. srpnja 1935.), francuski časnik židovskog porijekla.
Godine 1894., u antisemitskom ozračju stvorenom napisima u tisku i javnosti, od strane francuske protuobavještajne službe otkriven je akt špijunaže nepoznatog časnika u korist Njemačke. Tragovi su upućivali na Vrhovni stožer francuske vojske u kojem je satnik Alfred Dreyfus bio jedini Židov. Usprkos tome što nije bilo stvarnih dokaza za inkriminacije za koje su ga optužili, isti je uhićen i osuđen na doživotni zatvor na Vražjem otoku, (Francuska Gvajana).
Iste je godine pukovnik M.G. Picquart, šef protuobavještajne službe, otkrio pravog krivca, bojnika F. Walsin-Eszterhazyja, ali mu je vodstvo glavnog stožera zabranilo daljnju akciju, Eszterhazyija oslobodilo krivice, a pukovnika Picquarta premjestilo u Tunis.
Istina je ipak prodrla u javnost, te su mnoge poznate osobe onog vremena stale u obranu Alfreda Dreyfusa, među ostalima i poznati pisac Emile Zola koji je 1898. u svome otvorenom pismu optužio članove Vrhovnog stožera za "jedan od najgorih pravnih zločina u povijesti". Emile Zola je zbog toga pisma osuđen na godinu dana zatvora zbog čega se sklonio u Englesku. Ovaj skandal poznat je pod nazivom Afera Dreyfus.
Zolino pismo je podijelilo cjelokupnu francusku javnost na demokratski i konzervativni tabor. U Francuskoj je došlo do antisemitskih izgreda, a mjestimice i do krvavih progona dreyfusarda (pristaša revizije procesa Alfredu Dreyfusu). Zbog svih tih događaja Francuska se našla 1898. na rubu građanskog rata. Iste godine je otkriveno da je dokument koji je teretio Dreyfusa krivotvoren. Krivotvoritelj pukovnik Henry priznao je djelo te se ubio u zatvoru, a M. Eszterhazy je pobjegao u London. Nova vlada je 1899. naredila reviziju procesa, no usprkos očitim činjenicama koje su oslobađale A. Dreyfusa, isti je od strane vojnog suda opet oglašen krivim, ali je uz određene olakotne okolnosti osuđen na 10 godina zatvora. Nedugo potom ga je predsjednik republike pomilovao, a godine 1906. je izvršena nova revizija procesa na kojem je Alfred Dreyfus potpuno rehabilitiran, promaknut u bojnika te odlikovan Redom Legije časti. Sudjelovao je u Prvom svjetskom ratu i 1918. promaknut u potpukovnika.